# Сражение в Могадишо (1993)
Сражение в Могадишо (в Сомали известно как «День рейнджеров», сомал. Ma-alinti Rangers, в США также известно как Battle of the Black Sea) произошло между силами специального назначения США и силами вооружённых формирований Сомалийского национального альянса (группировкой генерала М. Айдида) 3—4 октября 1993 года в ходе миротворческой операции ООН в Сомали и является наиболее известным событием этой операции. Выполняя задание по аресту и захвату двух членов так называемого «правительства Сомалийского национального альянса», подразделения сил специального назначения США вступили в городской бой с многократно превосходившим по численности противником и по американским оценкам понесли тяжёлые потери (19 чел. убитыми). Потери сил войск специального назначения США в Могадишо повлияли на принятие руководством США решения о выводе американских войск из Сомали.

## Предыстория
С конца 1980-х годов в Сомали шла гражданская война. В 1991 году президент страны Мохаммед Сиад Барре был свергнут силами вооружённой оппозиции. Однако вскоре война вспыхнула с новой силой: различные национальные группировки начали борьбу за власть. Централизованная власть в стране отсутствовала, инфраструктура разрушена. В 1992 году в стране разразился голод, унёсший жизни более 300 тысяч человек.

### Миссии ООН
В апреле 1992 года Совет Безопасности ООН учредил миссию UNOSOM I, целью которой было распределение продовольствия гуманитарными организациями. Однако миссия оказалась недееспособной. Сотрудники организаций были вынуждены платить дань за проходы караванов с грузами по территориям, контролировавшимся той или иной группировкой, им приходилось содержать дорогостоящую, но неэффективную охрану, нанимаемую среди местного населения. Большая часть продовольствия не доходила до нуждавшихся, а расхищалась местными кланами. В этих условиях было принято решение о вводе в страну ограниченного миротворческого контингента, предназначенного для сопровождения и охраны гуманитарных грузов.
Но появление миротворцев было враждебно принято лидерами местных кланов, которые на время забыли о своих разногласиях и организовали ряд нападений на пакистанский батальон сил ООН. Комиссия ООН признала, что миссия UNOSOM I, в силу ограниченных прав и возможностей, успеха не имела.
В то же время в правительстве США было достаточно сторонников прямой интервенции в Сомали. 3 декабря 1992 года СБ ООН во многом под давлением США принял резолюцию 794, которая на основании главы VII Устава ООН уполномочивала международные силы, отправляющиеся в Сомали, использовать «все необходимые средства» (подразумевалось разрешение в том числе и на использование военной силы) для обеспечения беспрепятственной доставки гуманитарной помощи.
Операция получила название «Возрождение надежды» (англ. Restore Hope). Во главе созданной Оперативной группировки ООН (UNITAF), состоявшей из контингентов более чем 20 стран (в частности, контингентов Австралии, Канады, ФРГ, Франции, Индии, Италии, Пакистана, Египта), находились США, предоставившие 25 тысяч военнослужащих из общей численности группировки в 37 тысяч человек. Группировка заняла ключевые территории в стране, под её нажимом многие полевые командиры согласились прекратить боевые действия, доставка грузов стала осуществляться беспрепятственно. Под давлением США 15 марта 1993 года в Аддис-Абебе (Эфиопия) была начата конференция о мире, на которой представители сомалийских группировок согласились прекратить огонь. Гарантом соглашения должен был выступить воинский миротворческий контингент ООН.
Успех операции убедил руководство ООН расширить полномочия своих сил в Сомали, и в мае 1993 года началась новая операция «Продолжение надежды» и сформирована миротворческая группировка UNOSOM-II. В соответствии с мандатом операции её целью было разоружение сомалийских бандформирований, восстановление политических институтов и государственных структур страны, а также обеспечение безопасности на всей территории Сомали. США вывели большую часть своего контингента, передали формальное руководство операцией силам ООН, но фактически сохранили контроль над ней. Специальным представителем генсека ООН был отставной американский адмирал Джонатан Хоуи, также на американцев возлагались все виды тылового и материально-технического обеспечения. Вскоре ООН попросила США об участии в операции сил быстрого реагирования, которые должны были действовать в составе американских сил в Сомали (US FORSOM) под командованием генерал-майора Томаса М. Монтгомери.
Международное вмешательство во внутренние дела Сомали не устроило одного из самых влиятельных лидеров СНА Мухаммеда Айдида. После вывода американских войск Сомалийский национальный альянс фактически объявил войну миротворцам ООН.
Формальным поводом к началу боевых действий стала операция ООН по прекращению вещания радиостанции СНА, проведённая в соответствии с достигнутыми договорённостями. Однако СНА провозгласил акцию пакистанских миротворцев попыткой «заткнуть единственный независимый источник информации», в то время как представители ООН квалифицировали работу радиостанции как подстрекательство к конфронтации. В подготовленной засаде 5 июня 1993 года было убито 24 пакистанских солдата, в том числе двое уже после того, как попали в плен. В тот же день были совершены нападения на другие группы миротворцев. 12 июня миротворцы захватывают в плен Али Кейди, одного из генералов Айдида. 17 июня при попытке блокировать дом Айдида в засаду попали пакистанские и марокканские миротворцы. В дальнейшем крупные нападения следовали каждую неделю. Американская авиация нанесла ряд ударов, используя самолёты огневой поддержки AC-130H и вертолёты AH-1 «Кобра», и уничтожила штаб-квартиру Сомалийского национального альянса, радиостанцию и дом Айдида. Наземные силы ООН взяли под контроль большую часть территории, ранее контролировавшейся Айдидом, но он перешёл на нелегальное положение и продолжал руководить СНА из подполья. Временное затишье позволило американцам вернуть самолёты на базу в Италии, но вскоре боевики Айдида несколько раз обстреляли из миномётов стоянку вертолётов сил быстрого реагирования в аэропорту Могадишо.
Ситуация в Сомали стремительно ухудшалась. Осложнились отношения с мирным населением. Учитывая сотни погибших мирных граждан в результате постоянных боестолкновений и авиаударов, значительная часть населения города стала симпатизировать Айдиду как борцу против «интервенции ООН».
Представители ООН потребовали немедленного ареста или уничтожения Айдида, фактически объявив его вне закона, тем самым выступив против одного из участников внутригосударственного конфликта в Сомали. За голову Айдида было назначено вознаграждение в 25 тысяч долларов. Командование UNOSOM-II обратилось за помощью к США.

### Специальная группа
8 августа 1993 года при взрыве управляемого фугаса в Могадишо погибло 4 военнослужащих патруля военной полиции США. После этого по представлению министра обороны Леса Эспина Конгресс США 90 голосами против 7 проголосовал за введение в Могадишо дополнительных сил Сухопутных войск США.
Для поимки или уничтожения Айдида в Сомали была введена оперативно-тактическая группа войск специального назначения (СпН) СВ США «Рейнджер» (англ. Task Force Ranger), в которую входили подразделения (3-я) отдельной роты «1-го отдельного оперативного полка СПН СВ „Дельта“»), 2-й парашютно десантной роты 3-го парашютно-десантного батальона (пдб) 75-го парашютно-десантного полка сухопутных войск специального назначения США («рейнджеры»). Силы ВВС СпН включали в себя эскадрилью вертолётов из 160-го авиаполка армейской авиации (АА) СпН, подразделения авианаводчиков и ПСС (группы поиска и спасения) из состава 24-й авиационной эскадрильи специального назначения ВВС. Объединённая оперативно-тактическая группа частей СпН СВ США находилась под командованием начальника Управления специальных операций (УСО) Главного управления войск Специального назначения (ГУ СпН) МО США генерал-майора СВ США У. Гаррисона, вылетевшего в Могадишо.
Силы СпН СВ США прибыли в Сомали 22 августа 1993 года и через неделю провели свой первый рейд, правда, закончившийся конфузом: были задержаны сотрудники ООН. Несмотря на то, что (по версии американского командования) задержанные находились в запретной зоне и были найдены рядом с нелегально перемещёнными партиями гуманитарных припасов, их пришлось отпустить. В сентябре последовали новые операции, практически не имевшие успеха. Не сумев захватить самого Айдида, тактическая группа расширила поле деятельности и принялась за охоту на его ближайших соратников.

## Силы участвовавших в операции сторон

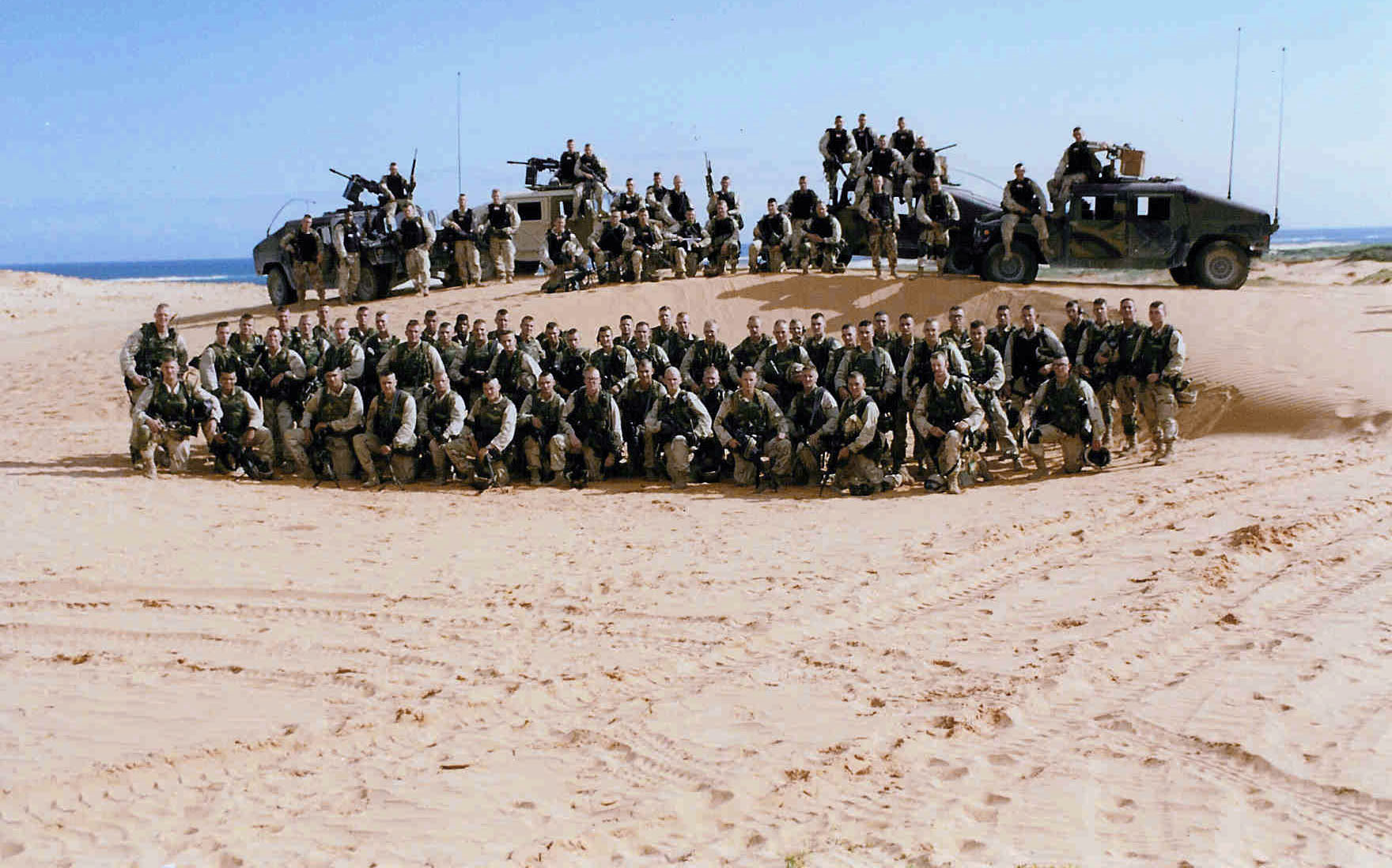
3-й батальон рейнджеров в Сомали

### Силы специального назначения сухопутных войск США и армейской авиации специального назначения
Оперативная группа войск специального назначения США («Рейнджер») в составе:
- 3-й отдельной роты специального назначения (роты «С») 1-го оперативного полка специального назначения Сухопутных войск США (1-й полк СпН СВ «Дельта»)
- 2-й парашютно-десантной роты 3-го парашютно-десантного батальона (пдб) 75-го парашютно-десантного полка специального назначения Сухопутных войск («Рейнджеры»)
- 1-й авиационной эскадрильи (1-го батальона армейской авиации) 160-го авиаполка специального назначения сухопутных войск (лёгкие десантные вертолёты MH-6 «Литл Бёрд», лёгкие ударные вертолёты AH-6, средние ударно-транспортные вертолёты MH-60 «Блэкхок»)
- групп передовых авианаводчиков и групп ПСС из состава 24-й авиационной эскадрильи специального назначения ВВС
- огневых групп отдельного полка специального назначения ВМС по борьбе с терроризмом (по 4 бойца)
- группы воздушной разведки: разведчик ВМС P-3 «Орион» и три разведывательных вертолёта OH-58

### Другие подразделения сухопутных войск США в районе Могадишо
- - 2-й батальон 14-го пехотного полка
  - подразделения 1-го бна 87-го пехотного полка[3]

### Силы ООН

#### Сухопутные войска США
- Батальонная группа из состава 10-й горнопехотной дивизии:

#### Сухопутные войска Пакистана

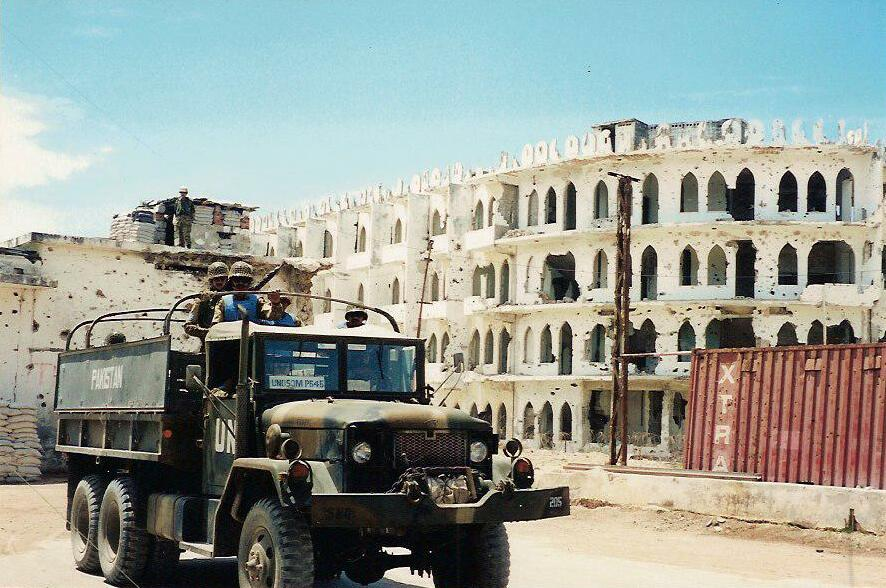
Патруль подразделения СВ Пакистана в черте города на грузовике М939 пр-ва США.

- 15-й пехотный батальон сводного полка погранвойск СВ Пакистана
- 10-й батальон Белуджского пехотного полка
- 19-й бронетанковый (уланский) полк

#### Сухопутные войска Королевства Малайзии
- 19-й батальон королевского пехотного полка сухопутных войск Малайзии

### Незаконные вооружённые формирования

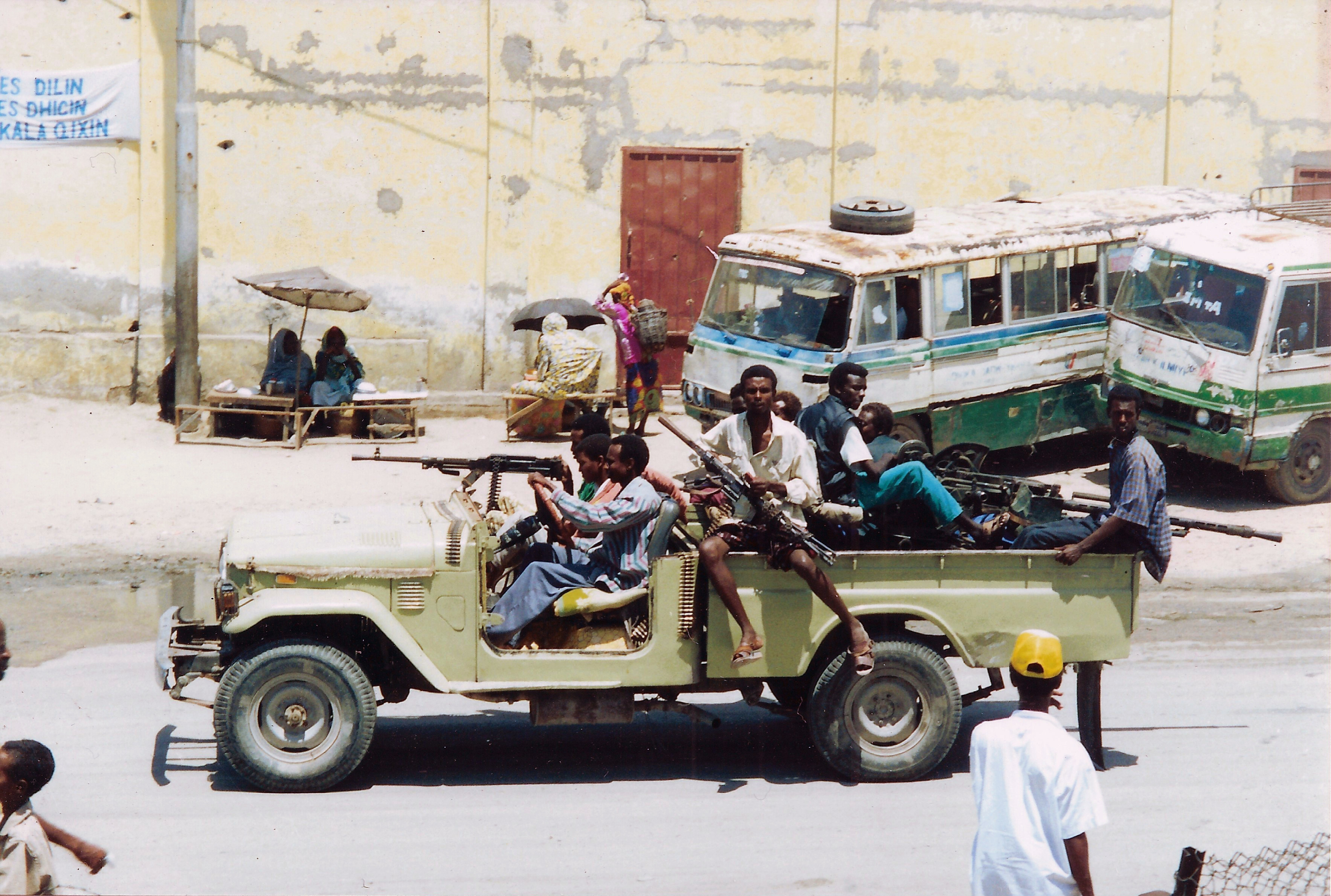
Джип с установленным стрелковым вооружением, использовавшийся сомалийскими НВФ в черте города

Предположительно от 2000 до 6000 человек из состава партизанских вооружённых формирований в Могадишо принимало участие в данном бою (наряду со стихийно мобилизованными участниками ячеек гражданской обороны из состава местных жителей, имеющих доступ к оружию).

## Сражение

### Разведка
Утром 3 октября 1993 года состоялся очередной митинг сторонников Айдида, на котором присутствовал Омар Салад — министр иностранных дел т. н. «независимого правительства» генерала Айдида. Воздушной разведке группировки СпН США удалось проследить маршрут автомобиля Салада после митинга до здания на улице Гольвадиг (в квартале к северу от гостиницы «Олимпик»).
Примерно в 13:30 агентура ЦРУ сообщила, что Салад планирует провести встречу с Абди Гасаном Авалем (по прозвищу Кебдид), министром внутренних дел «независимого правительства» Айдида.
Агенту из местного населения было велено подвести свой автомобиль к предполагаемому месту встречи и остановиться возле здания, сымитировав поломку автомобиля на достаточное время, чтобы операторы вертолётов-разведчиков успели зафиксировать координаты. Агент проделал требуемое, однако продолжил движение слишком быстро. Ему велели повторить операцию. На этот раз камеры зафиксировали, что он остановился у одного из зданий в районе гостиницы.
Было принято решение о высылке групп СпН для захвата лидеров НВФ. Однако в процессе согласования вылета на основании анализа материалов воздушной разведки выяснилось, что американский наземный агент, испугавшись, остановился не у того здания. Агенту было приказано повторно объехать квартал и припарковаться непосредственно у искомого здания. На этот раз машина остановилась именно у того дома, в который, по данным авиаразведки, приехал Салад.

### Планирование

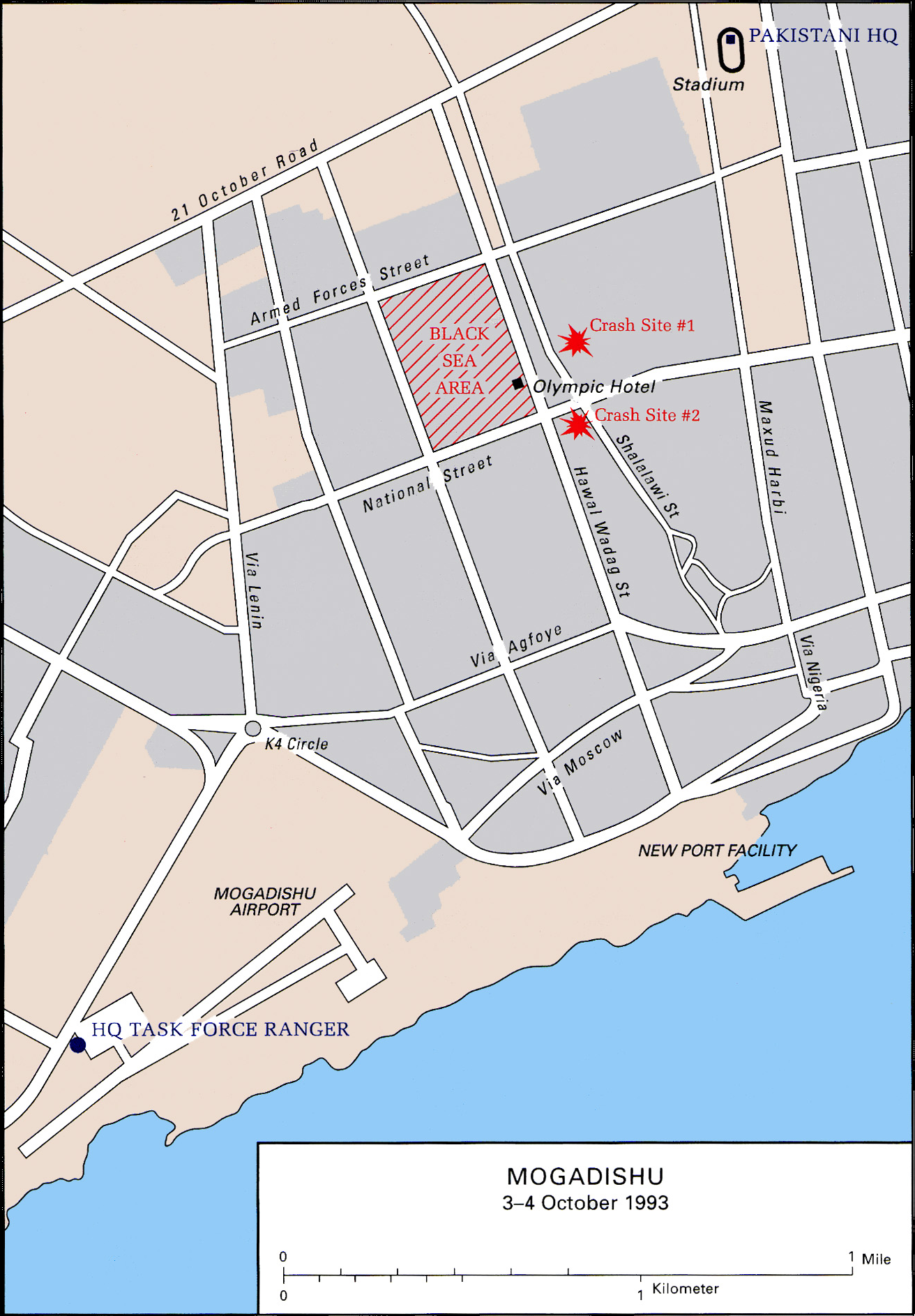
Карта Могадишо с указанием основных объектов операции

Для осуществления специальной операции командованием были определены следующие силы и средства:

#### Группа сил СпН СВ
1) подгруппа захвата здания — 3-я рота (рота «С») (2 взвода) 1-го полка СпН СВ «Дельта» (50 чел.).
- После десантирования непосредственно на крышу здания и на прилегающие к нему по периметру улицы подгруппа захвата проникает внутрь здания и блокирует всех находящихся в нём лиц. Тройки и пары СпН на борту барражирующих над районом вертолётов, обеспечивают прикрытие объекта и наземных сил снайперским огнём. Подгруппа захвата эвакуируется с подошедшей наземной колонной.

2) подгруппа блокирования местности — 2-я парашютно-десантная рота (3 взвода) 3-го пдб 75-го парашютно-десантного полка специального назначения СВ (75 человек).
- После десантирования подгруппа блокирования занимает позиции по периметру прилегающего квартала, огнём блокируя как попытки покинуть искомое здание, так и подходы к нему со стороны улицы. После сигнала о захвате и опознании пленных подгруппа занимает позиции по непосредственному периметру захваченного здания и эвакуируется с подошедшей наземной колонной.

3) эвакуационная автоколонна (в составе 9 бронеавтомобилей «Хамви» и 3 пятитонных грузовиков M939).
- В составе колонны находятся обеспечивающие эвакуацию подразделения специального назначения: подразделения 1-го полка СпН СВ, подразделения 75-го парашютно-десантного полка, и огневая группа из состава оперативного полка СпН ВМС . По плану операции автоколонна подходит в район операции по сигналу подгруппы захвата. После погрузки пленных все подгруппы эвакуируются на базу сухопутным путём (по городу).

#### Группа сил АА СпН и авиации ВМС

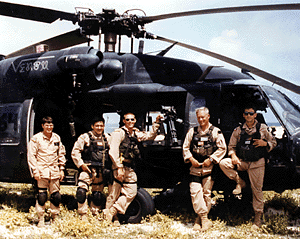
Экипаж вертолёта 2-й десантной подгруппы («Супер-64») у своей машины. Слева направо: В. Магурон, T. Филд, Б. Кливленд, Р. Фрэнк и М. Дюрант.

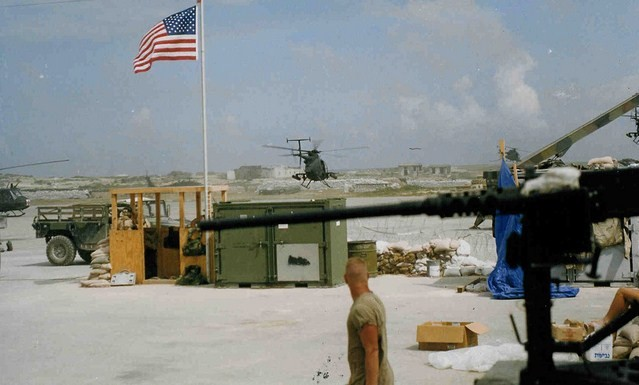
3 октября 1993 года. Отрыв машин (MH-6) 1-й ударной подгруппы («Барбер 52», «Барбер 53», «Барбер-54») от взлётной полосы.

1. Десантная вертолётная группа (позывной «Супер»)

Десантная подгруппа-1 (2 ударных вертолёта MH-60 «Блэкхок» (позывные «Супер-61» и «Супер-62») и 4 разведывательно-ударных вертолёта MH-6 (позывной подгруппы «Стар»).
- Задача группы: десантирование групп захвата объекта полка СпН «Дельта» и дальнейшее прикрытие наземных групп с воздуха снайперским и пулемётным огнём.

1. Десантная подгруппа-2 и подгруппа ПСС (2 ударных вертолёта и 1 вертолёт ПСС MH-60 «Блэкхок»

- Задача группы: десантирование групп прикрытия 75-го парашютно-десантного полка специального назначения и дальнейшее прикрытие наземных групп с воздуха.

1. Ударная вертолётная группа (позывной «Барбер») (4 разведывательно-ударных вертолёта MH-6)

- Задача группы: блокирование возможного противодействия и прикрытие наземных групп с воздуха пулемётным огнём и огнём НАР.

1. Воздушный ЦБУ СпН (1 вертолёт MH-60 («Супер-63-й») с командирами подразделений 1-го полка СпН СВ и батальонов 75-го парашютно-десантного полка СпН на борту)
2. Группа воздушной разведки (разведывательный самолёт ВМС США P-3 «Орион» с возможностью трансляции видео в режиме реального времени и 3 разведывательных вертолёта АА СпН OH-58)

Общее запланированное время операции (подлётное время+время десантирования+время захвата пленных+время фильтрации/время подхода автоколонны+время эвакуации) составляло один час.

### Ход операции

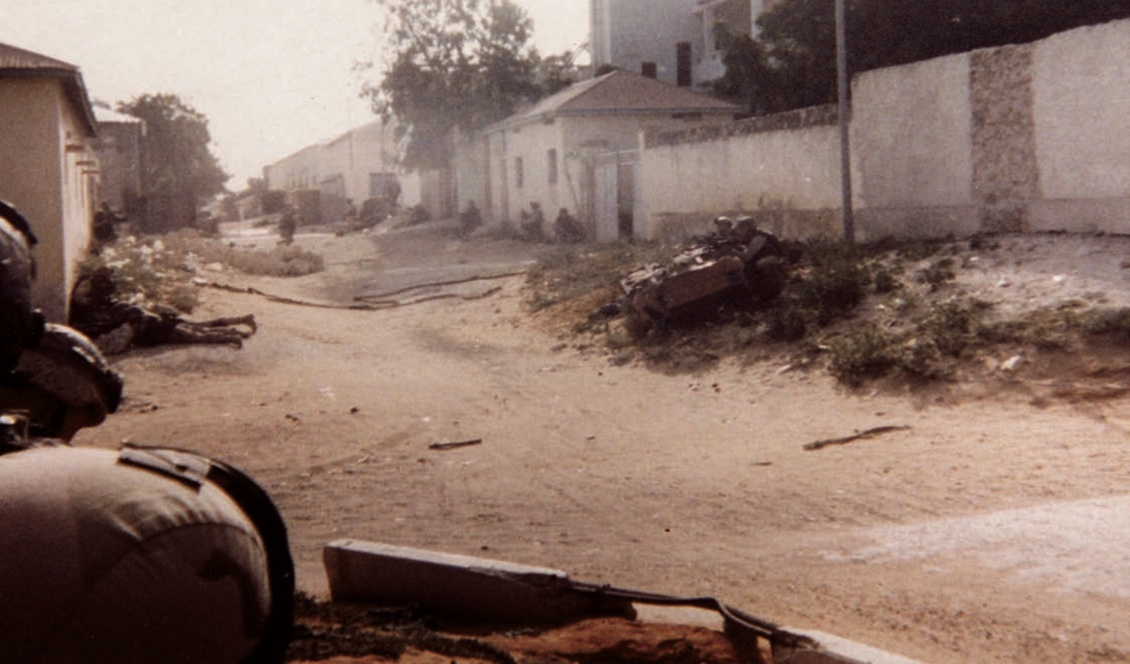
Группа блокирования 3-й парашютно-десантной роты 2-го пдб 75-го парашютно-десантного полка СпН в проулке у штурмуемого здания (высокое белое здание в глубине). Единственная фотография, сделанная в ходе боёв 3 октября.

Примерно в 15:30 по радиосетям была передана команда на вылет групп захвата, продублированная для бойцов подгрупп командиром экипажа второй десантной подгруппы («Супер-64-й», уорент-офицер М. Дюрант).
Через три минуты после вылета групп СпН в город с базы наземным путём начала выдвижение эвакуационная автоколонна.

#### Десантирование и захват здания
Около 15:42 местного времени (через десять минут после начала операции) обе группы захвата 1-го полка СпН СВ произвели десантирование с вертолётов 1-й подгруппы в районе нужного здания и приступили к его блокированию и штурму. Одновременно по углам квартала с вертолётов 2-й подгруппы были десантированы и заняли свои позиции подразделения 2-й парашютно-десантной роты 75-го парашютно-десантного полка специального назначения.
Штурм здания и захват пленных были произведены успешно и без происшествий. В плену оказалось 24 члена незаконных вооружённых формирований, среди них в том числе двое министров самопровозглашённого «правительства Сомалийского национального альянса». Ход операции осложнился двумя непредвиденными моментами: ЧП во время десантирования подгрупп блокирования, связанным с тяжёлой травмой одного из бойцов 2-й парашютно-десантной роты при падении с 20-метровой высоты, и внезапным появлением значительных сил НВФ Сомалийского национального альянса в районе операции (силы незаконных вооружённых формирований появились на месте событий значительно оперативнее, чем в ходе предыдущих операций сил СпН в городе).
Плотный огонь НВФ из стрелкового оружия по группам блокирования лишил подразделения 75-го парашютно-десантного полка возможности менять позиции вокруг квартала или приблизиться к зданию без потерь. У места событий собралась значительная толпа гражданского населения. По воспоминаниям солдат, под прикрытием толпы боевики СНА по узким проулкам подбирались близко к позициям, пряча оружие под одеждой, чтобы скрыть его от снайперов в воздухе. Подойдя близко к позициям групп, боевики открывали прицельный огонь. Оружие убитых боевиков нередко подбиралось прохожими, после чего по позициям войск специального назначения вёлся огонь из толпы с близкого расстояния (порой стреляли даже женщины и дети). Также боевики НВФ на протяжении всего сражения активно пользовались прикрытием толпы, в том числе намеренно используя женщин и детей в роли живых щитов.

#### Подход автоколонны в район операции
Наземная автоколонна из 9 бронеавтомобилей и 3 грузовиков подошла к месту операции по графику.. Ко времени подхода автоколонны получивший травму при десантировании боец 2-й парашютно-десантной роты (рядовой Т.Блэкбёрн) требовал срочной эвакуации по медицинским показаниям, и его экстренно отправили на базу, выделив из сил автоколонны медотряд из трёх бронеавтомобилей под командованием сержанта 2-й парашютно-десантной роты Струкера. В ходе передвижения по городу эвакуационная группа неоднократно натыкалась на уличные блокпосты, вынуждавшие её менять маршрут. С крыш и из окон зданий и из окружающих переулков по группе вёлся сильный огонь из стрелкового оружия. В ходе прорыва колонны через блокпосты был тяжело ранен (впоследствии погиб) пулемётчик одной из трёх машин (сержант 2-й парашютно-десантной роты Д. Пилла).
Тем временем началась погрузка пленных и бойцов групп захвата в оставшиеся автомобили. Командир автоколонны, подполковник 75-го парашютно-десантного полка Д. МакНайт вспоминал:

Все шло прекрасно. Определённо мы достигли внезапности. Но только мы приступили к погрузке, как всё изменилось…Оригинальный текст (англ.)Everything was going fine, we definitely achieved surprise. But when we started to load the detainees, everything changed

Огонь противника постепенно концентрировался на стоящей неподвижно колонне, причём помимо стрелкового оружия через некоторое время колонна попала и под гранатомётный огонь с близкого расстояния. Гранатометными попаданиями из РПГ-7 были быстро выведены из строя один грузовик и один бронеавтомобиль.

#### Первое крушение («Супер-61»)
Во время погрузки колонны над районом операции огнём из РПГ с близкой дистанции (с крыши здания) был сбит вертолёт 1-й десантной подгруппы (MH-60 «Блэк Хок», позывной «Супер-61» под командованием К. Волкотта) . На борту вертолёта находились 6 бойцов СпН (2 пилота, 2 бортстрелка и 2 снайпера из состава 1-го полка СпН СВ). В результате потерь в авиагруппе командование вынуждено было на ходу резко менять план операции. Планировавшие отход с автоколонной подразделения 1-го полка СпН и 75-го парашютно-десантного полка вынуждены были разделиться: часть бойцов мелкими группами начали выдвижение к месту аварии, остальные продолжали действовать по плану (прикрывать погрузку пленных и выдвижение автоколонны).
С помощью одного из экипажей разведывательного вертолёта 1-й десантной подгруппы (MH-6, позывной «Стар-41») с места аварии удалось эвакуировать двух раненых бортстрелков, однако продолжающийся огонь из стрелкового оружия вынудил слабо бронированную машину покинуть место падения. С вертолёта ПСС на место аварии была произведена высадка полевой медгруппы (15 человек), которая обнаружила в упавшем вертолёте двоих тяжелораненых и тела двух погибших. Вертолёт ПСС («Супер-68») в ходе высадки медгруппы также получил серьёзные повреждения от огня стрелкового оружия с земли и с трудом вернулся на аэродром базирования. Группа ПСС заняла круговую оборону вокруг места аварии, к ним постепенно присоединялись подошедшие группы 1-го полка СпН СВ и 75-го парашютно-десантного полка специального назначения. Численность бойцов Сомалийского национального альянса вокруг места аварии также росла, и между силами сомалийских НВФ и силами СпН США постепенно завязался ожесточённый огневой бой с потерями с обеих сторон.

#### Второе крушение («Супер-64»)
Занявший точку на эшелоне вертолет 2-й десантной подгруппы MH-60 (позывной «Супер-64», командир экипажа М. Дюрант) после десяти минут нахождения над целью также получил прямое попадание гранаты РПГ в хвостовую балку и был направлен на базу. В пути хвостовой винт окончательно разрушился от полётной вибрации, в связи с чем машина потерпела крушение в черте города (в нескольких километрах от места аварии «Супер-61-го»).

#### Действия наземных сил СпН в результате второй аварии
Место второго крушения в глубине городских кварталов оказалось на значительном удалении как от основной базы сил СпН, так и от подразделений СпН в городе. Командование операции не имело в своём резерве второй группы ПСС, в результате чего экипаж «Супер-64» остался на месте аварии фактически без прикрытия. Ввиду высокого риска потери третьего вертолёта командование операции дважды запрещало высадку на место аварии, но после третьего запроса согласие на высадку и осмотр места было дано. С вертолёта 1-й десантной группы («Супер-62-й»), отправленного к месту аварии, были высажены посадочным способом два бойца из снайперской тройки 1-го полка специального назначения СВ (Р. Шугарт и Г. Гордон). После осмотра обломков машины вооружённые только стрелковым оружием спецназовцы обнаружили двух погибших бортстрелков и тяжелораненых, но живых командира экипажа и 2-го пилота.
В течение часа снайперская пара 1-го полка СпН СВ прицельным огнём сдерживала наступавшие отряды НВФ. Прикрывавший место аварии с воздуха вертолёт 1-й десантной группы получил прямое попадание с земли из гранатомёта, но экипаж сумел совершить аварийную посадку вне городской черты (в районе морского порта). Экипаж был эвакуирован вертолётом ПСС («Супер-68-й»), совершившим вылет на резервной машине.
Игнорируя вторую аварию, командование сил СпН приняло решение основной автоколонне выдвигаться к месту первого крушения («Супер-61-го»). По дороге колонна оказалась под сосредоточенным огнём из стрелкового оружия (с крыш зданий и из прилегающих к пути продвижения переулков) и понесла серьёзные потери. Улицы были перегорожены блокпостами, в результате ошибок управления колонна несколько раз проскакивала нужные перекрёстки, в итоге чего полностью потеряла ориентацию и вынуждена была вернуться на исходную позицию к штурмуемому зданию. Потери в колонне убитыми и ранеными к этому моменту составили до половины численности личного состава, в связи с чем было принято решение выводить автоколонну из города обратно на базу сил СпН.

#### Формирование и отправка второй автоколонны
В 17:45 (через два часа после начала операции) к месту аварии второго вертолёта с базы сил СпН выдвинулась ещё одна автоколонна (конвой оперативного реагирования) из 22 бронеавтомобилей, в состав которой вошли все бойцы оперативной группы СпН США в Сомали, включая тыловых и штабных работников. Вторая автоколонна также была заблокирована на подходах к городу и не смогла пробиться к месту аварии, наткнувшись на плотный огонь из стрелкового оружия и гранатомётов. В 18:21 командир колонны, подполковник 75-го парашютно-десантного полка Дэвид доложил в штаб, что колонна блокирована и ведёт бой в предместьях, после чего командующий группировкой СпН генерал-майор Гаррисон лично отдал приказ выводить колонну из города и возвращаться на базу. Второй наземной колонне потребовалось более часа на то, чтобы выйти из боя и покинуть предместья города. Об ожесточённости боёв говорит факт, что общий расход стрелковых боеприпасов во второй колонне составил до 60 тыс. патронов.
Примерно в это время на месте второй аварии в бою с превосходящими силами НВФ погибла снайперская пара 1-го полка СпН СВ (Р. Шугарт и Г. Гордон) и правый лётчик экипажа «Супер-64-го» (уоррент-офицер 4-го класса Р. Франк). Выживший командир экипажа (уорент-офицер М. Дюрант) был захвачен в плен после того, как израсходовал весь имевшийся боекомплект.

#### Блокирование сил СпН незаконными вооружёнными формированиями
К наступлению темноты обе наземных автоколонны возвратились на базу СпН, в то время как в городе, на месте аварии вертолёта 1-й десантной группы («Супер-61»), оставались блокированными до ста человек личного состава 1-го полка СпН СВ и 75-го парашютно-десантного полка. Среди оставшихся в городе бойцов было много раненых, в том числе и капрал 2-й парашютно-десантной роты 75-го парашютно-десантного полка Д. Смит с пулевым сквозным ранением бедра и большой кровопотерей. Около 20:00 местного времени «Блэкхок» из состава авиагруппы СпН АА («Супер-66») сбросил на позиции блокированных наземных сил воду, боеприпасы и медикаменты, но эвакуировать тяжелораненого не удалось, так как вертолёт был сильно повреждён огнём стрелкового оружия с земли (на базе насчитали примерно 40—50 пулевых пробоин разного калибра). Д. Смит скончался через час после неудачной эвакуации (примерно в 21:15 по местному времени).

#### Обращение командования операции к командованию сил ООН
В 20:00 (через четыре часа после начала операции) командование группировки сил СпН было вынуждено обратиться за помощью к дислоцированным в Могадишо силам ООН. Причиной решения явилось то, что к этому времени АА группировки СпН исчерпала все свои возможности, потеряв в результате огня противника с земли 5 вертолётов MH-60, после чего надежды командования как на непосредственную авиационную поддержку на поле боя, так и на эвакуацию подразделений СпН по воздуху окончательно исчезли.
Оставшиеся в распоряжении командования операции лёгкие вертолёты разведки и непосредственной авиационной поддержки AH/MH-6 за ночь совершили не менее 6 боевых вылетов на каждую машину, в ходе которых в БШУ по позициям НВФ было израсходовано до 80 тыс. пулемётных выстрелов различного типа и не менее 90 НАР.
Командование миротворческого контингента ООН совместно с командованием сил СпН спешно начало разработку плана вывода блокированных бойцов СпН по наземному коридору силами подразделений 10-й (горной) дивизии СВ США при поддержке мотопехотных подразделений СВ Малайзии (на БТР) и бронетанковых подразделений СВ Пакистана.

#### Наземная эвакуация при поддержке сил ООН
Наземная бронеколонна сил ООН вышла из гарнизона миротворцев в черте города не ранее 23:11 (через семь часов после начала операции) . В составе колонны насчитывалось 4 танка из состава 19-го бронетанкового (кавалерийского) полка СВ Пакистана, 24 бронетранспортёра СВ Малайзии, а также бронеавтомобили и грузовики частей ВС США. Проводку колонны обеспечивали две пехотных роты из числа подразделений 10-й (горной) дивизии СВ США и два парашютно-десантных взвода 75-го парашютно-десантного полка. Выйдя в город, колонна сил ООН разделилась на две бронегруппы.
Первая бронегруппа к 01:55 с боем пробилась к месту первой аварии («Супер-61-го»), где для извлечения тел пилотов ей потребовалось слесарное оборудование и время до утра следующего дня. Вторая бронегруппа сил ООН выдвинулась к месту второй аварии («Супер-64-го») и прибыла туда примерно к 02:00 4 октября. Не обнаружив ни выживших, ни тел погибших, бронегруппа без потерь самостоятельно возвратилась на базу (по первоначальному плану обе колонны должны были вновь соединиться и вернуться на базу одновременно).

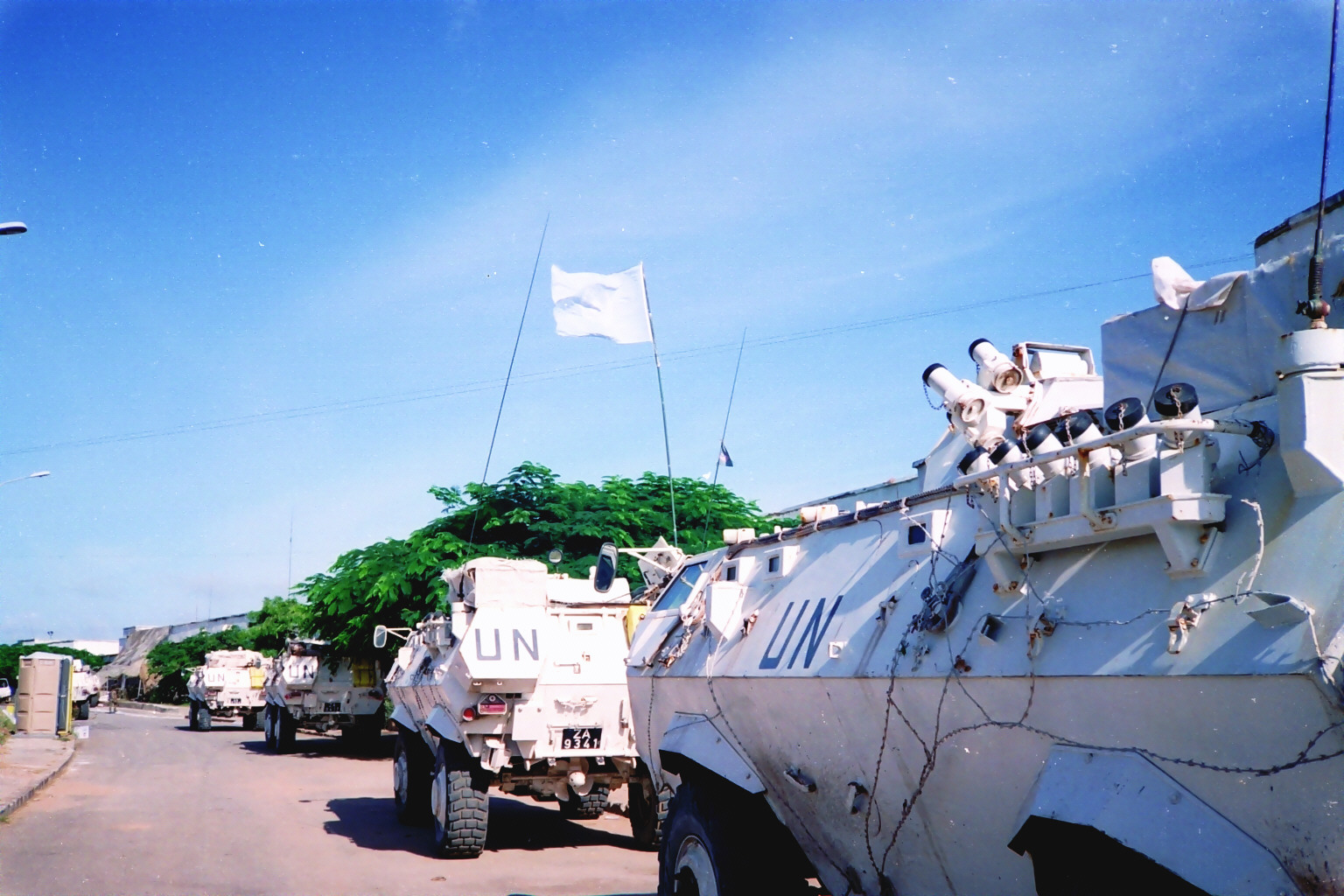
Бронеколонна ВС Малайзии, обеспечивавшая вывод подразделений СпН США на базу сил ООН.

Эвакуация блокированных подразделений началась только в 05:30 утра (через тринадцать часов после начала операции), однако мест в БТР сопровождения на всех не хватало, и часть солдат должна была быть выведена пешком под прикрытием бронетехники. Механики-водители бронегруппы начали движение на нормальной походной скорости (20-30 км/ч в городской черте), и пешие измотанные подразделения вскоре оказались без прикрытия. Им потребовалось пройти примерно полмили до точки встречи с ждавшей их бронегруппой (этот эпизод стал известен как Могадишская миля). В ходе пешего отступления по городу не погиб ни один военнослужащий сил СпН или миротворческого контингента ООН.

#### Результаты наземной эвакуации подразделений СпН СВ США
К 06:30 4 октября бронегруппа сил ООН и выводимые подразделения СпН добрались до стадиона, контролировавшегося пакистанской армией. К этому времени погибло и скончалось от ран 13 американских и 1 малайзийский военнослужащий. Ранено было 74 американца, 2 пакистанца, 6 человек оказалось пропавшими без вести (в дальнейшем 5 было признано погибшими, а М. Дюрант — военнопленным).

## Последствия

### Политический резонанс
Сражение в Могадишо решительным образом повлияло на действия американской администрации в Сомали. Несмотря на то, что цель рейда 3 октября была достигнута (оба сторонника Айдида задержаны), потери показались слишком высокими.
По CNN были показаны кадры, снятые сомалийским журналистом Иссой Мухаммедом, в которых торжествующие сомалийские боевики носят по городу растерзанное тело погибшего бойца «Дельты». Эти кадры шокировали американцев. Американская общественность обнаружила, что страна стоит на пороге вмешательства в чужую гражданскую войну, как это произошло тремя десятилетиями ранее во Вьетнаме.
Позиция администрации Билла Клинтона после произошедшего была однозначной: все военные операции против Айдида были прекращены, за исключением случаев необходимой самообороны, а американскому народу было объявлено о намерении вывести американские войска из Сомали до 31 марта 1994 г. Однако в начале в Могадишо были срочно переброшены подкрепления, в том числе оснащённые бронетехникой, а к побережью Сомали были направлены дополнительные силы ВМС США. В таких условиях, под угрозой масштабной военной операции, Айдиду было предложено заключить перемирие, одновременно с требованием незамедлительно и безоговорочно вернуть пленного пилота, что тот и сделал.
Многие военные упрекали Билла Клинтона в слабости: одна относительная неудача не должна влиять на общую цель операции, но в своём решении тот был не одинок: Конгресс США почти единогласно принял решение о выводе войск из Сомали.
Министр обороны США Лес Эспин 15 декабря подал в отставку. В Сомали осталось лишь около тысячи американского военного и гражданского персонала под защитой миротворческих сил ООН, авиация ВВС и ВМС США продолжали оказывать миротворцам поддержку. Для обеспечения полной эвакуации американцев в Могадишо был послан батальон 24-й пехотной дивизии СВ США и к марту 1994 года американцы из Сомали полностью эвакуировались.
Через год после ухода американцев страну покинули и прочие иностранные войска. Гражданская война в Сомали продолжалась, а история ООН пополнилась одной из самых неудачных миротворческих операций.
Считается, что кадры с растерзанным американским солдатом определили и всю дальнейшую военную политику Клинтона. США существенно сократили участие своих наземных сил в боевых операциях в странах третьего мира. Так 3 мая 1994 года Клинтон принял президентскую директиву № 25 (PDD 25), ограничивающую участие американских вооружённых сил в операции ООН по поддержанию мира во время геноцида в Руанде. Не принимали участие американские сухопутные войска и в войне НАТО против Югославии.

### Потери сторон
В ходе боёв 3—4 октября 1993 года потери тактической группы «Рейнджер», Сил быстрого реагирования и миротворческих подразделений составили 19 человек погибшими (18 американцев и 1 малайзиец), около 80 человек ранеными, 1 человек, попавший в плен (пилот «Супер 64» Майк Дюрант, впоследствии освобождён), два вертолёта и несколько автомобилей.

#### Малайзия
Рядовой Мат Азнан Аванг, водитель малайзийского бронетранспортёра Кондор, погиб, когда его БТР был подбит из гранатомёта РПГ-7. Посмертно был награждён медалью Seri Pahlawan Gagah Perkasa, высшей наградой Малайзии. Ещё семь солдат получили ранения.

#### Пакистан
В ходе операции было ранено два пакистанских солдата.

#### Сомали
Точная оценка количества погибших сомалийцев невозможна. Специальный представитель США в Сомали Роберт Оукли оценил число убитых и раненых сомалийцев в 1500—2000 человек, в том числе гражданское население. Он заявил, что:

По моей личной оценке, от 1500 до 2000 сомалийцев было убито и ранено в тот день, потому что это была настоящая бойня. И американцев, и тех, кто пришёл к ним на помощь, обстреливали со всех сторон… намеренное применение силы со стороны сомалийцев, если позволите. Женщин и детей использовали как живые щиты, а порой и женщины, и дети брали в руки оружие и тоже начинали стрелять, к тому же они наступали со всех сторон.
Оригинальный текст (англ.)My own personal estimate is that there must have been 1,500 to 2,000 Somalis killed and wounded that day, because that battle was a true battle. And the Americans and those who came to their rescue, were being shot at from all sides … a deliberate war battle, if you will, on the part of the Somalis. And women and children were being used as shields and some cases women and children were actually firing weapons, and were coming from all sides.

В то же время Айдид назвал следующие цифры: 315 человек было убито, 812 было ранено. Один из командиров СНА капитан Хаад в своём интервью заявил, что только 133 бойца сомалийской милиции было убито, а число жертв среди гражданского населения установить не удалось, но оно было весьма велико.
Красный Крест оценил число погибших в боях 3-го-4го октября 1993 г. как минимум в 200 человек, а журналист Марк Боуден оценивал общее число погибших сомалийцев не менее чем в 500 человек.

#### США
| Имя                                                   | Обстоятельства                                                                   | Удостоен государственной награды                                     |
| 1-й оперативный полк СпН СВ «Дельта»                  | 1-й оперативный полк СпН СВ «Дельта»                                             | 1-й оперативный полк СпН СВ «Дельта»                                 |
| ----------------------------------------------------- | -------------------------------------------------------------------------------- | -------------------------------------------------------------------- |
| Мастер-сержант Г. Гордон                              | Погиб в бою на месте второго крушения («Супер-64»)                               | Медаль Почёта                                                        |
| Сержант 1-го класса Р. Шугарт                         | Погиб в бою на месте второго крушения («Супер-64»)                               | Медаль Почёта                                                        |
| Старший сержант Д. Буш                                | Погиб в бою на месте первого крушения («Супер-61»)                               | Серебряная звезда                                                    |
| Сержант 1-го класса Э. Филмор                         | Погиб в бою при выдвижении к месту первого крушения («Супер-61»)                 | Серебряная звезда                                                    |
| Мастер-сержант Т. Мартин                              | Тяжело ранен при эвакуации раненого (Т.Блэкбёрна), скончался по пути в госпиталь | Серебряная звезда и Пурпурное сердце.                                |
| 3-й батальон, 75-го парашютно-десантного полка СпН СВ |                                                                                  |                                                                      |
| Капрал Дж. Смит                                       | Ранен в бою, умер на месте первого крушения («Супер-61»)                         | Бронзовая звезда за храбрость с дубовыми листьями, Пурпурное сердце  |
| Специалист Дж. Кавако                                 | Погиб в бою при выдвижении основной автоколонны                                  | Бронзовая звезда за храбрость                                        |
| Сержант К. Джойс                                      | Погиб в бою при выдвижении основной автоколонны                                  | Бронзовая звезда за храбрость                                        |
| Рядовой 1-го класса Р. Ковалевски                     | Погиб в бою при выдвижении основной автоколонны                                  | Бронзовая звезда за храбрость                                        |
| Сержант Д. Пилла                                      | Погиб в бою при эвакуации раненого (Т.Блэкбёрна)                                 | Бронзовая звезда за храбрость                                        |
| Сержант Л. Руиз                                       | Смертельно ранен, скончался по дороге в полевой госпиталь в Германии             | Бронзовая звезда за храбрость, Пурпурное сердце                      |
| 160-й авиаполк СпН АА                                 |                                                                                  |                                                                      |
| Старший сержант У. Кливленд                           | Погиб при втором крушении (бортстрелок экипажа «Супер-64»)                       | Серебряная звезда, Бронзовая звезда, Воздушная медаль за храбрость   |
| Старший сержант Т. Филд                               | Погиб при втором крушении (бортстрелок экипажа «Супер-64»)                       | Серебряная звезда, Бронзовая звезда, Воздушная медаль за храбрость   |
| Уоррент-офицер 4-го класса Р. Франк                   | Погиб в бою на месте второго крушения (правый лётчик экипажа «Супер-64»))        | Серебряная звезда, Воздушная медаль за храбрость                     |
| Уоррент-офицер 3-го класса К. Уолкот                  | Погиб при первом крушении (командир экипажа «Супер-61»)                          | Крест лётных заслуг, Бронзовая звезда, Воздушная медаль за храбрость |
| Уоррент-офицер 2-го класса Д. Брайли                  | Погиб при первом крушении (правый лётчик экипажа «Супер-61»)                     | Крест лётных заслуг, Бронзовая звезда, Воздушная медаль за храбрость |
| 2-я бригада 10-й горной дивизии                       |                                                                                  |                                                                      |
| Сержант К. Хьюстон                                    | Погиб при выдвижении сводной бронегруппы сил ООН                                 | Бронзовая звезда за храбрость, de Fleury Medal                       |
| Рядовой 1-го класса Дж. Мартин                        | Погиб при выдвижении сводной бронегруппы сил ООН                                 | Пурпурное сердце.                                                    |

Часто встречается информация, что в бою погибло 19 американских солдат, это же число фигурирует в заключительных титрах фильма «Чёрный ястреб», однако 19-й погибший, сержант 1-го класса М. Райерсон из состава 1-го полка СпН СВ погиб 6 октября при миномётном обстреле, что не позволяет его отнести к погибшим в данном бою.

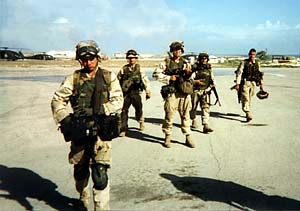
Рейнджеры в Сомали возвращаются после очередного задания

### Недооценка противника
При планировании операции командованием сил СпН в Сомали и США были упущены из внимания многие важные факторы: наличие у генерала Айдида профессионального военного образования и боевого опыта, успешная засада сил НВФ в городе с потерями пакистанских миротворцев незадолго до операции, и (в первую очередь) сбитие несколькими днями ранее в черте города из РПГ-7 транспортно-ударного вертолёта UH-60 «Блэкхок» из состава дислоцированных в Могадишо подразделений 101-й воздушно-десантной дивизии (вдд) Армии США. По своим характеристикам сбитый над Могадишо гранатомётным огнём вертолёт 101-й вдд был однотипен с вертолётами «Блэкхок», используемыми силами СпН США.
При этом для реализации операции командование сил СпН в Сомали (генерал-майор СВ У. Гаррисон) не получило разрешения ни на одну из необходимых мер для прикрытия выдвигающихся и ведущих бой в городе спецподразделений. В числе таких возможных мер наличествовали: продуманный выбор управлением группировки места и времени операции максимально выгодного для штурмовых подразделений, отказ от шаблонной тактики вывода групп, использование при выдвижении в район бронетехники (а не бронеавтомобилей и грузовиков), расширенное прикрытие сил СпН в городе армейской авиацией (летающими артбатареями AC-130 Спектр).

### Слабость разведки
В ОШС штаба проведения операции отсутствовал самостоятельный разведотдел, который бы накапливал и анализировал информацию, получаемую как по линии агентуры военной разведки, так и агентуры ЦРУ в Сомали. По факту штаб сил СпН в Могадишо в плане получения и накопления разведданных о передвижении и концентрации сил НВФ в городе полностью зависел от информации, предоставляемой агентурой ЦРУ, и собственных средств получения оперативной информации не имел.
В течение пребывания сил СпН СВ США в Могадишо все операции захвата боевиков реализовывались на основе неполных, малодостоверных или устаревших данных. Агенты из местного населения в городе быстро выявлялись силами НВФ, предоставляемая агентурой информация была порой неточна или являлась дезинформацией.

Генерал-майор Гаррисон писал в рапорте: 
Судя по всему, наши оперативники считают достаточной информацию из вторых рук от человека, который не имеет никакого отношения к органам нашей разведки в городе. Я придерживаюсь другого мнения. Вполне естественно, что в том случае, когда наземная агентура докладывает о чём-то, что совершенно противоречит данным нашей воздушной разведки (которые мы можем получать здесь же в оперативном центре), то естественно, что в оценке вопроса о проведении силовой операции я противопоставляю достоверность данных авиаразведки достоверности докладов агентуры. Ещё более подрывает наше доверие к агентурной информации произошедшее вчера, когда группа агентов доложила о выходе генерала Айдида колонной в составе из трёх автомобилей, хотя из данных воздушной разведки мы достоверно знали, что ни одно транспортное средство не покидало резиденции.
По мнению командования сил СпН, единственной реальной возможностью для оперативного отдела штаба операции получать и анализировать достоверные данные о передвижении сил противника была воздушная разведка при помощи ЛА, имевших возможность передачи видеоданных по закрытой цифровой линии в реальном времени.

### Шаблонность тактики
Ненадёжность получаемых агентурным путём разведданных привела к тому, что оперативно-тактическая группировка СпН СВ США «Рейнджер» за шесть недель пребывания в Могадишо вынуждена была выводить группы 3-й роты 1-го полка СпН и 3-й парашютно-десантной роты 75-го парашютно-десантного полка в город не менее шести раз (минимум раз в неделю).
Помимо того, что предыдущие выводы групп в город не принесли конкретных результатов, подразделения СпН СВ США и взаимодействующие подразделения армейской авиации шаблонностью действий раскрыли перед противником установленную тактику вывода подразделений СпН в искомый район. Несмотря на мелкие отличия в порядке выхода и эвакуации сил СпН в каждом выходе (вертолётное десантирование и убытие автоколонной в одном случае, обратный порядок действий во втором, или же доставка и эвакуация групп одним видом транспорта в остальных) общий порядок и используемые средства вывода и отхода групп приводили к шаблонности и не допускали инициативы командиров подразделений СпН. В результате сомалийские НВФ получили достаточно времени, чтобы точно изучить тактику взаимодействия подразделений и частей СпН СВ и АА США на выходе и в районе боевой работы.
Сомалийские НВФ оказались способны учесть общий порядок действий сил СпН СВ США, отладить систему оповещения о передвижениях воздушной группировки противника и организовать возможность быстрой концентрации групп боевиков против наземных сил СпН на необходимых направлениях. Таким образом, расчёт на скоротечность захвата и отхода групп (на всю операцию по плану отводился один час) оказался неверен: отряды НВФ в городе оказались полностью отмобилизованы и смогли организовать серьёзное огневое противодействие.

### Неграмотность выбора района операции
Район рынка Бакара в г. Могадишо полностью контролировался отрядами НВФ СНА, силы ООН не рисковали появляться в этом районе города даже в составе бронегрупп. Вооружённые отряды СНА практически в любом месте в этом районе могли нанести противнику серьёзное огневое поражение.

Генерал-майор У. Гаррисон отмечал в своих записках: 
«В районе Бакарского рынка мы выиграем любой бой, но легко можем проиграть войну». Авиаотряд прикрытия не зря был прозван «Ночными охотниками». Пилоты и техника были максимально подготовлены к действиям в тёмное время суток, рейнджеры и спецназ также имели достаточное количество приборов ночного видения. Бойцы НВФ СНА — наоборот, многие из них начиная с полудня употребляли местный растительный наркотик, содержащий слабый амфетамин. В результате, после полудня они были активны и возбуждены, ночью же впадали в апатию и состояние физического упадка. 
Однако командованием оперативной группы сил СпН было всё же принято решение захватить двух высших политических лидеров НВФ СНА в столь неблагоприятном для применения сил ООН районе города.

### Слабая подготовка личного состава
Несмотря на то, что 75-й парашютно-десантный полк является частью постоянной готовности СпН СВ США, в операции принимало участие большое количество необстрелянных десантников, средний возраст которых составлял 19 лет. Неопытность бойцов и необстрелянность подразделений 75-го парашютно-десантного полка в реальном бою проявилась во время штурма здания. Группы блокирования квартала несколько раз ошибочно открывали прицельный огонь по группам 1-го полка специального назначения, бойцы которых в ходе штурма появлялись на улице вокруг и на крыше захваченного здания. По наибольшей вероятности, неопытные бойцы 75-го парашютно-десантного полка, будучи дезориентированы внезапным огневым контактом с многочисленным противником, с большого расстояния принимали штурмующих за боевиков НВФ.
Кроме того, сильно привыкнув за время предыдущих рейдов к отсутствию серьёзного сопротивления со стороны НВФ и поверив заверениям командования о скоротечности операции, многие бойцы оказались плохо экипированы для длительного ночного выхода (до суток). Обычной (но скрываемой от командования) практикой также было изъятие в жарком климате бронепластин из бронежилетов, отказ от ношения (в дневное время) приборов ночного видения, штыков к карабинам М16 и отказ от ношения дополнительных запасов воды даже при выполнении задачи на технике. Фактически в достаточном объёме бойцы брали на операции лишь боекомплект к стрелковому оружию.

### Малая численность групп ПСС
В ходе операции была задействована лишь одна группа ПСС. К моменту второго крушения единственная группа ПСС уже была задействована на месте первого крушения («Супер-61»). Резерв ПСС и полевых медиков, способных высадиться в месте второго крушения и эвакуировать раненых, отсутствовал.

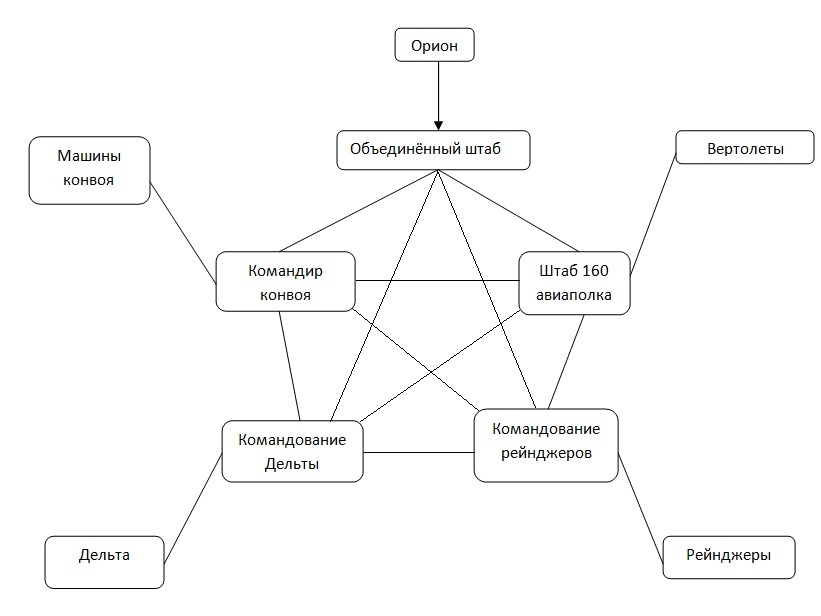
Структура управления в ходе операции

### Ошибки управления
Выделенная для операции система связи была громоздкой и неоправданно сложной (см. схему специалиста по сетевой коммуникации Э. Беккера), что вызвало целый ряд серьёзных проблем в управлении подразделениями.
1. Первой (и основной) проблемой схемы полевой связи являлись а) отсутствие оговорённых условий связи между подгруппами (командирами экипажей, подгруппами захвата и блокирования и автоколоннами) и б) отсутствие возможности прямого доклада подгрупп поля боя на ЦБУ командования операции. 
Передача любой информации между группами в операции требовала включения минимум двух операторов связи на промежуточном воздушном ЦБУ, что послужило причиной нескольких других проблем в управлении подраздедениями.
2. Кроме отсутствия отработанной системы связи между группами на поле боя в качестве серьёзной проблемы выявилось отсутствие единоначалия в командовании. Подразделения и группы выполняли одновременно как приказы вышестоящего командира на поле боя, так и приказы объединённого штаба группировки на базе СпН. Кроме того, что информация и приказы командования доходили до адресатов часто с большими задержками[13], отсутствие единоначалия вносило крайнюю сумятицу в управление подразделениями в скоротечном городском бою.
3. Техника выходящих из города колонн старалась двигаться с максимальной скоростью из-за сильного огневого противодействия противника. В результате этого, каждая команда изменить маршрут согласно данным авиаразведки в реальном времени запаздывала, как минимум, на несколько секунд. На момент принятия команды нужный поворот уже был пройден, и наблюдателям на воздушном ЦБУ приходилось рассчитывать маршрут заново, учитывая как движение колонны, так и быстро меняющееся расположение блокпостов.

Ситуация усугублялась решением командира колонны подполковника 75-го парашютно-десантного полка Д. Макнайта лично держать связь с воздушным ЦБУ, что дезориентировало водителей в колонне. По уставам СпН каждый водитель транспортного средства в колонне должен чётко знать маршрут выдвижения, чтобы в случае гибели головной машины колонна могла самостоятельно продолжить движение на базу.

### Слабость бронетехники
Бронеавтомобили «Хамви», стоящие на вооружении СВ США, на близкой дистанции достаточно слабо защищены даже от пробития автоматной пулей калибра 7,62. Пулемётчики на крышах бронеавтомобилей располагаются совершенно открыто и составили значительную часть потерь. Использование «Хамви» в условиях огневого боя в городской черте представляло крайне высокую степень опасности для личного состава СпН. Кроме низкой защищённости от автоматно-пулеметного огня, бронеавтомобили с относительно малой снаряжённой массой не были способны таранить баррикады на скорости и с ходу проезжать временные блокпосты. Для противодействия такому противнику в городской черте подразделениям СпН требовалась полноценная бронетехника (БТР и БМП).
Ещё более неудачным и нелепым решением командования выглядит ввод в город тяжёлых небронированных грузовиков, полностью уязвимых от огня лёгкого стрелкового оружия на любой дистанции. Тяжёлые грузовики имели весьма низкую скорость, были ограничены манёвром на узких улицах, застревали на разворотах, и, представляя собой крупную мишень, постоянно задерживали продвижение колонн, неся возрастающие потери от огневого противодействия НВФ.

## Влияние на культуру

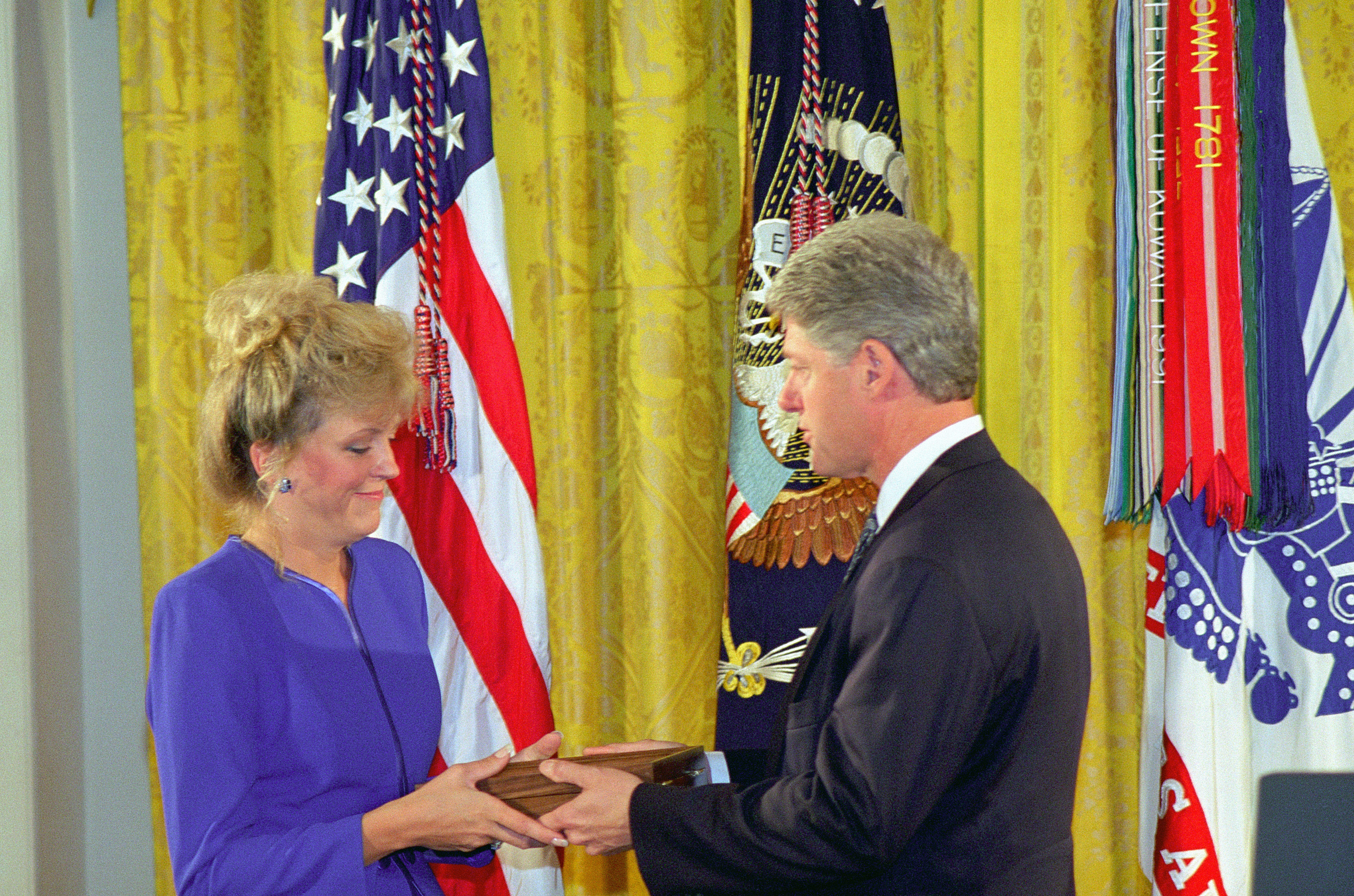
Президент США Билл Клинтон вручает Медаль Почёта вдове сержанта Гэри Гордонa

Сержанты 1-го полка СпН СВ Г. Гордон и Р. Шугарт за своё участие в сражении были посмертно удостоены высшей военной награды США — Медали Почёта. Это был первый случай вручения награды со времён Вьетнамской войны.
В 1999 году американский писатель Марк Боуден написал книгу «Падение Чёрного ястреба: История о современной войне» (Black Hawk Down: A Story of Modern War), посвящённую сражению в Могадишо. В 2001 году на основе книги был снят художественный фильм «Чёрный ястреб», получивший две премии «Оскар». Интересным фактом является обстоятельство, что в съёмках фильма принимали участие в том числе реальные бойцы 75-го полка рейнджеров и пилоты и техника 160-го авиаполка спецопераций. И если контингент рейнджеров полностью сменился, то некоторые пилоты вертолётов из фильма реально принимали участие в этом бою. Так, пилот MH-6 «Star 41» Кит Джонс (англ. Keith Jones) в фильме проделал то же самое, что уже делал в реальном бою: эвакуировал членов экипажа «Super 61».
В 2003 году появилась компьютерная игра Delta Force: Black Hawk Down.
Майкл Дюрант, пилот сбитого «Супер 64», попавший в плен к сомалийцам и обменянный через 11 дней, в 2003 году издал книгу «In the Company of Heroes», ставшую бестселлером. А в 2004 году сержант Мэтт Эверсман в соавторстве с ещё несколькими участниками боя написал книгу «The Battle of Mogadishu».
В 2012 году телеканал National Geographic Channel выпустил документальный фильм «Секунды до катастрофы», где восстанавливается цепь событий, приведших к поражению американской армии.
В 2025 году Netflix выпустил документальный сериал «Падение „Черных ястребов“».

## Предполагаемое участие иностранных боевиков
Существуют свидетельства того, что на стороне Айдида в сражении участвовали иностранные боевики — ветераны Афганской войны. Транспортировкой их в Сомали и снабжением оружием занимался международный террорист Усама бен Ладен, позднее заявивший в одном из интервью, что ему это обошлось в 3 млн долларов.
В мае 1998 года бен Ладен сказал в интервью корреспонденту ABC Джону Миллеру:

После нашей победы в Афганистане и поражения угнетателей, убивших миллионы мусульман, легенда о неуязвимости сверхдержав растаяла. Наши парни [моджахеды] более не воспринимали Америку как сверхдержаву. Поэтому когда они покинули Афганистан, они отправились в Сомали и тщательно подготовили себя к долгой войне… Они были поражены, когда обнаружили, как низок боевой дух американских солдат. …Америка присвоила титулы мирового лидера и хозяина нового мирового порядка. После нескольких ударов она забыла об этих титулах и убралась из Сомали со стыдом и позором, утаскивая тела своих солдат.Оригинальный текст (англ.)After our victory in Afghanistan and the defeat of the oppressors who had killed millions of Muslims, the legend about the invincibility of the superpowers vanished. Our boys no longer viewed America as a superpower. So, when they left Afghanistan, they went to Somalia and prepared themselves carefully for a long war... They were stunned when they discovered how low was the morale of the American soldier. ...America assumed the titles of world leader and master of the new world order. After a few blows, it forgot all about those titles and rushed out of Somalia in shame and disgrace, dragging the bodies of its soldiers.